# میگل سولر
میگل سولر (انگلیسی: Miquel Soler؛ زادهٔ ۱۶ مارس ۱۹۶۵) بازیکن فوتبال اهل اسپانیا است.
از باشگاه‌هایی که در آن بازی کرده‌است می‌توان به باشگاه فوتبال رئال مادرید، باشگاه فوتبال اتلتیکو مادرید، باشگاه فوتبال بارسلونا، باشگاه فوتبال سویا، باشگاه ورزشی رئال مایورکا، باشگاه فوتبال اسپانیول، و باشگاه فوتبال رئال ساراگوسا اشاره کرد.
وی همچنین در تیم‌های ملی فوتبال زیر ۲۱ سال اسپانیا، زیر ۲۳ سال اسپانیا، اسپانیا، و کاتالونیا بازی کرده‌است.